# Мир игрушки
Мир игрушки (исп. Mundo de juguete) — мексиканская 605-серийная детская драма с элементами фэнтези 1974 года производства Televisa.

## Сюжет
Кристина — маленькая девочка, посещающая монашескую школу, известная тем, что она очень много фантазирует и выдумывает всякие небылицы. Кристина — наполовину сирота, её матери не стало, когда она была ещё совсем маленькой. Её воспитанием занимаются отец Мариано, дядя Леопольдо и тётя Мерседес. Наконец, оправившись от горя и переживаний, Мариано женится на своей двоюродной сестре Росарио которая оказалась не только очень хорошим человеком, ну и заменила Кристине родную мать.

## Создатели телесериала

### В ролях
- Грасиэла Маури ... Кристина Салинас
- Рикардо Блюме ... Мариано Салинас
- Ирма Лосано ... сестра Росарио
- Иран Йори ... тётя Мерседес Бальбоа
- Энрике Роча ... дядя Леопольдо «Поло» Бальбоа
- Сара Гарсия ... няня Томасина
- Эвита Муньос "Чачита" ... сестра Кармела/тётя Бладимира
- Хосе Карлос Руис ... Матео
- Глория Марин ... мать-настоятельница
- Хавьер Марк ... Падре Бенито
- Марикармен Мартинес ... Хульета
- Маноло Кальво ... Фермин
- Кристина Рубиалес ... Патрисио
- Эдуардо Алькарас ... Педро
- Карлос Аргуеллес ... Рамиро «Рабель»
- Армандо Арриола ... Пабло
- Алехандро Аура ... Агапито
- Луис Баярдо ... Эдуардо
- Аугусто Бенедико ... Рафаэль Окампо
- Фернандо Борхес ... Херардо
- Антонио Брильяс ... Сальвадор
- Ана Мария Кансеко
- Рикардои Кортес
- Педро Дамиан
- Леонардо Даниэль ... Альдо
- Мария Антониета де лас Ньевес
- Альма Дельфина
- Элисабет Дюпейрон ... Сильвия
- Карина Дюпрес ... Матильде
- Хуан Антонио Эдвардс ... Эрнесто
- Альма Феррари ... Альма
- Патти Танус ... Глория
- Мигель Гомес Чека ... капитан полиции, задержавший Матео
- Тереса Гробоис ... Мария
- Лили Инклан
- Мигель Масия ... Сеньор Диего Мантерола
- Хулия Маришаль ... Каридад
- Хусто Мартинес ... Дон Сальвадор
- Эльвира Монсель
- Поло Ортин ... капитан полиции Уртадо
- Хули Фурлонг ... Моника
- Патрисия Луке ... Санта
- Хорхе Ортис де Пинедо ... Хулио
- Андреа Пальма ... священная сестра Мария Луиса Сартинари вдова Дуарте
- Мигель Пальмер ... Игнасио
- Сильвия Паскуэль ... Эльвира
- Хуан Пелаэс ... Браулио
- Кристина Пеньяльвер ... Ана Берта
- Фефи Маури ... Ремедиос
- Летисия Пердигон ... Ирма
- Сесилия Песет ... Матильде
- Марилун Пупо ... Хосефина
- Лола Тиноко ... Сокорро
- Маурисио Эррера ... Ринго
- Армандо Алькосер ... Рауль
- Санди Гарсия ... Хеновева
- Кармен Кортес ... Наталия
- Ивон Гобеа ... Мими
- Серхио Рамос
- Асусена Родригес
- Густаво Рохо ... Карлос
- Куко Санчес
- Анхелинас Сантана
- Манолита Саваль ... Вирхиния
- Абрахам Ставанс ... Ансельмо
- Мария Сорте
- Даниэль "Чино" Эррера ... Хосе
- Патрисия Давалос ... Кароль
- Эдгар Виваль
- Лаура Сапата
- Маурисио Масиас
- Эрик дель Кастильо
- Алехандра Мейер ... Роса
- Марибель Фернандес ... секретарша
- Антуа Террасас ... Маурисио, сын владельца зоомагазина

## Последующие ремейки
- Личико ангела (2000-01)